# Cantone di Macouba
Il cantone di Macouba è una divisione amministrativa situato nel dipartimento e regione della Martinica.

## Comuni
- Grand'Rivière
- Macouba